# Harold Ousley
Harold Lomax Ousley (23 de enero de 1929 – 13 de agosto de 2015) fue un saxofonista tenor y flautista de jazz norteamericano.
Ousley nació en Chicago, y comenzó a tocar a fines de la década de 1940, y en la década de 1950 acompañó a Billie Holiday y grabó junto con Dinah Washington. Tocó como acompañante de Gene Ammons en la década de 1950 y con Jack McDuff y George Benson en la década de 1960. Publicó su primer disco como líder en 1961. En la década de 1970 tocó junto con Lionel Hampton y Count Basie además de producir otros materiales como líder. Con posterioridad a 1977 no produjo ningún otro álbum bajo su propio nombre hasta Grit-Grittin' Feelin' (2000).

## Discografía

### Como líder
- Tenor Sax (Bethlehem Records, 1961)
- Sweet Double Hipness (Muse Records, 1972)
- The Kid (Cobblestone Records, 1972)
- The Peoples' Groove (Muse Records, 1977)
- That's When We Thought of Love (Digi-Rom, 1992)
- Grit-Grittin' Feelin' (Delmark Records, 2000)

### Acompañante
Con Jack McDuff
- Walk On By (Prestige, 1966)
- Hallelujah Time! (Prestige, 1963-66 [1967])
- Soul Circle (Prestige, 1964-66 [1967])
- I Got a Woman (Prestige, 1964-66 [1968])
- Steppin' Out (Prestige, 1961-66 [1969])